# Mike Kelloway
Michael J. Kelloway, dit Mike Kelloway, (né le 9 septembre 1970 à Glace Bay) est un homme politique canadien. Il représente la circonscription de Cape Breton—Canso depuis 2019 sous la bannière du Parti libéral.

## Biographie
En 2019, Kelloway se porte candidate pour le Parti libéral dans Cape Breton—Canso, une circonscription que le parti tient depuis 2000. Dans une lutte serrée, il défait le conservateur Alfie MacLeod, un député provincial, et garde l'Île du Cap-Breton dans la colonne de son parti en tandem avec la victoire de Jaime Battiste dans la circonscription voisine de Sydney—Victoria.